# Lifetime Friend
Lifetime Friend — альбом американского певца Литла Ричарда, вышедший в 1986 году.

## Об альбоме
Это был первый за 13 лет студийный альбом музыканта в жанре рока и последний, включающий полностью новый материал.

## Список композиций
1. Great Gosh A’Mighty (4:48)
2. Operator (4:52)
3. Somebody’s Comin' (3:40)
4. Lifetime Friend (3:38)
5. Destruction (3:45)
6. I Found My Way (3:40)
7. The World Can’t Do Me (3:48)
8. One Ray Of Sunshine (4:42)
9. Someone Cares (4:30)
10. Big House Reunion (4:05)

## Альбомные синглы
- Great Gosh A’Mighty (It’s A Matter Of Time) (1986 MCA)
- Somebody’s Comin' / Big House Reunion (1986 WEA)